# Fragment (Gogol)
Fragment  (russisch Отрывок (Сцены из светской жизни), Otrywok (Szeny is swetskoi schisni) – etwa: Fragment (Szenen aus der High Society)) ist ein dramatisches Fragment  des russischen Schriftstellers Nikolai Gogol, das im Zeitraum 1839–1840 entstand und in der 1842er-Ausgabe von Nikolai Gogols Werken publiziert wurde.
Marja Alexandrowna ist über die Gubomasowa erzürnt. Hat diese Person doch in Anwesenheit der Prinzessin Alexandrine ihre Genugtuung darüber geäußert, dass junge Herren Zivilisten keinen Zutritt zu Hofbällen erhalten. Die Gubomasowa sei so froh, dass ihr Sohn Alexis nicht den Beamtenfrack trage.
Marja Alexandrownas korpulenter Sohn Mischa soll nun in der Garde dienen. Mischa widerspricht. Er als Titularrat wird bald Kollegienassessor werden. Als fast 30-Jähriger soll er, in eine Fähnrichsuniform gesteckt, eine lächerliche Figur machen! Keinesfalls.
Die Mutter duldet keinen Widerspruch und kommt mit dem nächsten Zukunftsplan. Mischa soll die Prinzessin Schljopochwostowa heiraten. Diese erstklassige Gans, die keinen zusammenhängenden Satz formulieren kann, lehnt Mischa ab. Zudem sei er in die Tochter Odossimows verliebt.
Da die Mutter aus den Reden ihres verliebten Sohnes Mischa nicht recht klug wird, beauftragt sie dessen gutaussehenden Freund Sobatschkin, einen üblen Gerüchtemacher, Mischas Freundin zu kompromittieren. Der Schürzenjäger Sobatschkin, der Gott und die Welt kennt, hat sowohl von einem Tischvorsteher als auch von einem Abteilungschef Odossimow gehört und erdichtet, von Marja Alexandrowna gut bezahlt, den kompromittierenden Liebesbrief, angeblich aus der Feder des Mädchens, an Sobatschkin adressiert: „Grausamer Tyrann meiner Seele! ...“.

## Verwendete Ausgabe
Fragment.  S. 306–325 in Johannes von Guenther (Hrsg. und Übersetzer): Nikolai Gogol: Gesammelte Werke. Band V.  Dramatische Werke. Aufbau-Verlag, Berlin 1952